# Androni Giocattoli-Sidermec/Saison 2019
Diese Liste beschreibt die Mannschaft und die Erfolge des Radsportteams Androni Giocattoli-Sidermec in der Saison 2019.

## Erfolge in der UCI WorldTour
In der Saison 2019 gelangen dem Team nachstehende Erfolge in der UCI WorldTour.
| Datum   | Rennen                  | Sieger         |
| ------- | ----------------------- | -------------- |
| 16. Mai | 6. Etappe Giro d’Italia | Fausto Masnada |

## Erfolge in der UCI America Tour
In der Saison 2019 gelangen dem Team nachstehende Erfolge in der UCI America Tour.
| Datum      | Rennen                      | Kat. | Sieger         |
| ---------- | --------------------------- | ---- | -------------- |
| 11. Januar | 1. Etappe Vuelta al Táchira | 2.2  | Marco Benfatto |
| 18. Januar | 8. Etappe Vuelta al Táchira | 2.2  | Miguel Florez  |

## Erfolge in der UCI Asia Tour
In der Saison 2019 gelangen dem Team nachstehende Erfolge in der UCI Asia Tour.
| Datum         | Rennen                       | Kat. | Sieger          |
| ------------- | ---------------------------- | ---- | --------------- |
| 10. April     | 5. Etappe Tour de Langkawi   | 2.HC | Matteo Pelucchi |
| 11. April     | 6. Etappe Tour de Langkawi   | 2.HC | Matteo Pelucchi |
| 13. April     | 8. Etappe Tour de Langkawi   | 2.HC | Marco Benfatto  |
| 7. September  | 1. Etappe Tour of China I    | 2.1  | Marco Benfatto  |
| 12. September | 5. Etappe Tour of China I    | 2.1  | Marco Benfatto  |
| 17. September | 1. Etappe Tour of China II   | 2.1  | Marco Benfatto  |
| 19. September | 2. Etappe Tour of China II   | 2.1  | Marco Benfatto  |
| 21. September | 3. Etappe Tour of China II   | 2.1  | Kevin Rivera    |
| 10. Oktober   | 1. Etappe Tour of Taihu Lake | 2.1  | Marco Benfatto  |
| 11. Oktober   | 2. Etappe Tour of Taihu Lake | 2.1  | Matteo Pelucchi |
| 13. Oktober   | 4. Etappe Tour of Taihu Lake | 2.1  | Matteo Pelucchi |
| 15. Oktober   | 6. Etappe Tour of Taihu Lake | 2.1  | Marco Benfatto  |

## Erfolge in der UCI Europe Tour
In der Saison 2019 gelangen dem Team nachstehende Erfolge in der UCI Europe Tour.
| Datum      | Rennen                                 | Kat. | Sieger            |
| ---------- | -------------------------------------- | ---- | ----------------- |
| 4. April   | 2. Etappe Giro di Sicilia              | 2.1  | Manuel Belletti   |
| 12. April  | 4. Etappe Circuit Cycliste Sarthe      | 2.1  | Andrea Vendrame   |
| 22. April  | Tro Bro Leon                           | 1.1  | Andrea Vendrame   |
| 24. April  | 3. Etappe Tour of the Alps             | 2.HC | Fausto Masnada    |
| 25. April  | 1. Etappe Tour de Bretagne             | 2.2  | Manuel Belletti   |
| 26. April  | 5. Etappe Tour of the Alps             | 2.HC | Fausto Masnada    |
| 28. April  | Giro dell’Appennino                    | 1.1  | Mattia Cattaneo   |
| 19. Mai    | 3. Etappe Aragon-Rundfahrt             | 2.1  | Matteo Pelucchi   |
| 8. Juni    | 2b. Etappe Tour of Bihor - Bellotto    | 2.1  | Daniel Muñoz      |
| 7.–9. Juni | Gesamtwertung Tour of Bihor - Bellotto | 2.1  | Daniel Muñoz      |
| 12. Juni   | 1. Etappe Tour de Hongrie              | 2.1  | Manuel Belletti   |
| 5. Juli    | 2. Etappe Sibiu Cycling Tour           | 2.1  | Kevin Rivera      |
| 3.–7. Juli | Gesamtwertung Sibiu Cycling Tour       | 2.1  | Kevin Rivera      |
| 24. August | 4. Etappe Tour du Limousin             | 2.1  | Francesco Gavazzi |
| 29. August | 3. Etappe Tour du Poitou Charentes     | 2.1  | Matteo Pelucchi   |

## Nationale Straßen-Radsportmeister
| Datum    | Rennen                                      | Fahrer      |
| -------- | ------------------------------------------- | ----------- |
| 29. Juni | Kroatische Meisterschaft – Einzelzeitfahren | Josip Rumac |
| 30. Juni | Kroatische Meisterschaft – Straßenrennen    | Josip Rumac |

## Mannschaft
| Teamkader 2019          | Teamkader 2019    | Teamkader 2019 | Teamkader 2019                       |
| Name                    | Geburtsdatum      | Land           | Vorheriges Team                      |
| ----------------------- | ----------------- | -------------- | ------------------------------------ |
| Manuel Belletti         | 14. Oktober 1985  | Italien        | Wilier Triestina-Selle Italia (2017) |
| Marco Benfatto          | 6. Januar 1988    | Italien        | Astana Continental (2014)            |
| Alessandro Bisolti      | 7. März 1985      | Italien        | Nippo-Vini Fantini (2017)            |
| Matteo Busato           | 20. Dezember 1987 | Italien        | Wilier Triestina-Selle Italia (2018) |
| Julián Cardona          | 19. Januar 1997   | Kolumbien      | EF Education First-Drapac (2018)     |
| Mattia Cattaneo         | 25. Oktober 1990  | Italien        | Lampre-Merida (2016)                 |
| Leonardo Fedrigo        | 21. Juli 1996     | Italien        | Team Wiggins (2017)                  |
| Miguel Flórez López     | 21. Februar 1996  | Kolumbien      | Wilier Triestina-Selle Italia (2018) |
| Marco Frapporti         | 30. März 1985     | Italien        | Idea (2012)                          |
| Mattia Frapporti        | 2. Juli 1994      | Italien        | Unieuro Wilier (2016)                |
| Francesco Gavazzi       | 1. August 1984    | Italien        | Southeast (2015)                     |
| Fausto Masnada          | 6. November 1993  | Italien        | Colpack (2016)                       |
| Matteo Montaguti        | 6. Januar 1984    | Italien        | AG2R La Mondiale (2018)              |
| Daniel Muñoz            | 21. November 1996 | Kolumbien      | EPM (2018)                           |
| Matteo Pelucchi         | 21. Januar 1989   | Italien        | Bora-Hansgrohe (2018)                |
| Kevin Rivera            | 28. Juni 1998     | Costa Rica     | Scott-TeleUno-BCT (2016)             |
| Matteo Spreafico        | 15. Februar 1993  | Italien        | Kolss-BDC (2016)                     |
| Andrea Vendrame         | 20. Juli 1994     | Italien        | Zalf Euromobil Désirée Fior (2016)   |
| Mattia Viel             | 22. April 1995    | Italien        | Holdsworth Pro Racing (2018)         |
| Josip Rumac             | 26. Oktober 1994  | Kroatien       | Adria Mobil (2018)                   |
|                         |                   |                |                                      |
| Quelle: ProCyclingStats |                   |                |                                      |